# Europeiska lagmästerskapen i friidrott 2013
Europeiska lagmästerskapen i friidrott 2013 var de fjärde europeiska lagmästerskapen i friidrott och avgjordes 22–23 juni 2013. De tävlande länderna var indelade i fyra divisioner. De fyra divisionerna avgjordes på olika platser, men samtliga gick av stapeln under samma helg.

## Kalender
| Division    | Datum           | Plats                      | Arena                             | Antal länder |
| ----------- | --------------- | -------------------------- | --------------------------------- | ------------ |
| Superligan  | 22–23 juni 2013 | Gateshead, Storbritannien  | Gateshead International Stadium   | 12           |
| Förstaligan | 22–23 juni 2013 | Dublin, Irland             | Morton Stadium                    | 12           |
| Andraligan  | 22–23 juni 2013 | Kaunas, Litauen            | S. Dariaus ir S. Girėno stadionas | 8            |
| Tredjeligan | 22–23 juni 2013 | Banská Bystrica, Slovakien | SNP Stadium                       | 15           |

## Superligan
Superligan, den högsta divisionen, avgjordes i Gateshead, Storbritannien. Segern gick för tredje året i rad till Ryssland. Tre länder blev nedflyttade till förstaligan: Vitryssland, Grekland och Norge.
| Nr | Land           | Poäng |
| -- | -------------- | ----- |
| 1  | Ryssland       | 354,5 |
| 2  | Tyskland       | 347,5 |
| 3  | Storbritannien | 338   |
| 4  | Frankrike      | 310,5 |
| 5  | Polen          | 305,5 |
| 6  | Ukraina        | 291,5 |
| 7  | Italien        | 260,5 |
| 8  | Spanien        | 251   |
| 9  | Turkiet        | 197,5 |
| 10 | Belarus        | 155,5 |
| 11 | Grekland       | 152   |
| 12 | Norge          | 137   |

## Förstaligan
Förstaligan avgjordes i Dublin, Irland. Tjeckien, Sverige och Nederländerna kvalade in till superligan. Bulgarien och Schweiz ramlade ned till andraligan.
| Nr | Land          | Poäng |
| -- | ------------- | ----- |
| 1  | Tjeckien      | 351,5 |
| 2  | Sverige       | 311   |
| 3  | Nederländerna | 299   |
| 4  | Rumänien      | 297,5 |
| 5  | Portugal      | 269   |
| 6  | Finland       | 250,5 |
| 7  | Irland        | 242   |
| 8  | Belgien       | 236,5 |
| 9  | Ungern        | 225   |
| 10 | Estland       | 211   |
| 11 | Bulgarien     | 208   |
| 12 | Schweiz       | 206   |

## Andraligan
Andraligan avgjordes i Kaunas, Litauen. Slovenien och Litauen blev uppflyttade till förstaligan, medan Cypern och Israel blev nedflyttade till den lägsta divisionen, tredjeligan.
| Nr | Land      | Poäng |
| -- | --------- | ----- |
| 1  | Slovenien | 221   |
| 2  | Litauen   | 206   |
| 3  | Serbien   | 192   |
| 4  | Kroatien  | 178,5 |
| 5  | Danmark   | 171,5 |
| 5  | Österrike | 161   |
| 7  | Cypern    | 155   |
| 8  | Israel    | 150   |

## Tredjeligan
Tredjeligan avgjordes i Banská Bystrica, Slovakien. Slovakien och Lettland avancerade till andraligan.
| Nr | Land                    | Poäng |
| -- | ----------------------- | ----- |
| 1  | Slovakien               | 531,5 |
| 2  | Lettland                | 484,5 |
| 3  | Moldavien               | 455,5 |
| 4  | Island                  | 430,5 |
| 5  | Luxemburg               | 396,5 |
| 6  | Bosnien och Hercegovina | 352   |
| 7  | Georgien                | 338   |
| 8  | Azerbajdzjan            | 312,5 |
| 9  | Armenien                | 301   |
| 10 | Montenegro              | 275   |
| 11 | Malta                   | 243,5 |
| 12 | Nordmakedonien          | 190,5 |
| 13 | Andorra                 | 149   |
| 14 | AASSE*                  | 130,5 |
| 15 | Albanien                | 65,5  |

*Kombinationslag från  Gibraltar,  San Marino och  Liechtenstein.